# Geistlicher Rang in Japan
Im vormodernen Japan wurde religiösen Amtsträgern ein geistlicher Rang analog den Hofrängen von der Regierung verliehen. Die Auswahl der Würdenträger erfolgte nicht durch die religiösen Gemeinschaften, sondern von Staats wegen („Religion“ war in Japan der weltlichen Herrschaft immer untergeordnet und dienstbar).

## Buddhismus
Würden (d. h. Funktionen) der buddhistischen Rangordnung wurden als Sōkan bezeichnet. Erstmals eingeführt wurden Ränge zur Kontrolle der Sangha im Sōgō-sei-System (僧綱制) ab 624. In China bestanden solche Ämter seit dem 4. Jahrhundert.
Geregelt war die Verleihung seit der Nara-Zeit im Gesetzestext Soni-ryō, Teil des Yōrō-ritsuryō (養老律令). Beginnend mit der Regierung des Kaisers Temmu (?673-86) musste jede Ordination, die an gewisse Voraussetzungen geknüpft war, von einer eigenen Behörde, dem Gembaryō („Außenamt“), einer speziellen Behörde innerhalb des Ritsuryō-Verwaltungssystems, dem Jibushō („Zivilverwaltung für Adlige“) zugeordnet – das die Funktion des hōzu (法頭) übernahm – genehmigt werden. Diese Stelle ernannte auch Kontrollbeamte für jede Provinz.
Die obersten (僧正 sōjō, „bischöflichen“) der geistlichen Ränge waren:
- Daisōjō, 745 geschaffen, einem weltlichen Dainagon entsprechend; anfangs mit einer Pfründe von 100 kō Land ausgestattet. (Der erste Inhaber war Gyōgi, gefolgt 760 von Rōben.)
- Sōjō (Chūnagon gleichgestellt; ch.: seng-cheng)
- Gonsōjō (Sangi gleichgestellt)

Diese Stellungen wurden oft nur an Personen entsprechend hoher Geburt (d. h. meist nachgeborene Söhne hochadliger Familien, die in den geistlichen Stand traten) verliehen.

Diese Bezeichnungen werden von verschiedenen Schulen auch heute noch für ihre Obersten verwendet.
Darunter gab es ab 623 das Sōzu-Amt (僧都, ch. seng-tu). 673 wurde eine detailliertere Gliederung geschaffen:
- Daisōzu („Groß-Vikar“)
- Gondaisōzu
- Shōsōzu
- Gonshōsōzu

Die drei oberen Klassen waren auch unter dem Begriff sōgō zusammengefasst.
Als dritte Kategorie gab es die Würde des Risshi, gegliedert in:
- Dairisshi
- Chūrisshi
- Gonrisshi

Darunter existierten:
- Sakan („Sekretäre“)
- Chiji („Inspektoren“, später meist Bezeichnung für geschäftsführende Verwalter eines Zen-Tempels)
- Kō („Registrare“)

Weiterhin waren unter Priestern noch (Ehren-)Titel wie Oshō (für die Vorsteher der vier Haupttempel), Hōkyō („Brücke des Gesetzes“), Hōin („Quelle des Gesetzes“), Ajari, (阿闍梨, = Acharya) Daitoku (大徳; „Groß-Wesenskraft“, „Groß-Tugend“), Zenshi („Meister der Versenkung“ nicht auf Angehörige der Zen-Schule beschränkt) usw. Bettō bezeichnete in späterer Zeit auch die Leiter einiger besonders heiliger kaiserlicher Tempel.
Für einfache Mönche wurden in der Regierungszeit des Kaisers Junnin fünf geistliche Ränge festgelegt, die alle mit der Bezeichnung Dentō… (傅灯) beginnen. Die Stufen sind von oben: …daihōshi, etwa: „Dharma-Großmeister der Weitergabe der Leuchte“; …hōshi, etwa: „Dharma-Meister …“; …man-i: 'Oberer Rang'; …jū-i 'Unterer Rang'; …nyū-i: 'Novize' (= 沙彌, shamon). Voll Ordinierte waren den entsprechenden Stufen des sechsten Hofranges gleichgestellt.
Vom Hofe wurde dabei eine Erlaubnistafel (doshō) überreicht, welche in strafrechtlicher Hinsicht wichtig war und die beim Tode zurückzugeben war. Selbstordinierte Mönche, das sind solche die ohne Genehmigung im geistlichen Stand lebten, bezeichnete man als jido (自度), sie machten sich wegen Steuerhinterziehung strafbar. Mit dem Aufkommen der von Saichō verbreiteten Lehren (ab ca. 800) wurde die strenge Kontrolle der Sangha hinfällig.
Der Titel Hō-ō war eigentlich für zurückgetretene Kaiser vorgesehen, die sich in ein Kloster zurückzogen, er wird verschiedentlich mit „Dharma-Kaiser“ oder „eine Art Papst“ wiedergegeben. Damen des Hofstaates, die Gelübde auf sich nahmen, wurde in besonderen Fällen der Ehrentitel Mon’in verliehen.

### Postum
Nur postum verliehene Ehrentitel waren Daishi, Kokushi und Hōshi (法師 „Meister des Gesetzes;“ ch. fashi).

## Shintō
Die Ämter für Shintō-Priester wurden seit 701 vom Jingikan (= Kamitsukasa) verliehen, das als Behörde außerhalb des Ritsuryō-Verwaltungssystems – jedoch parallel zu ihm – organisiert war. Schreine hatten je nach ihrer Bedeutung, und Nähe zum Kaiserhaus einen Rang. An der Spitze stand der Oberpriester vom Ise-Schrein, die anderen folgten entsprechend dem Rang ihrer Schreine.
1873 wurde eine achtklassige Rangordnung für Schreine eingeführt, die teilweise stattlich gefördert wurden und deren Vorsteher entsprechend Titel erhielten.